# Progetto Cybersyn

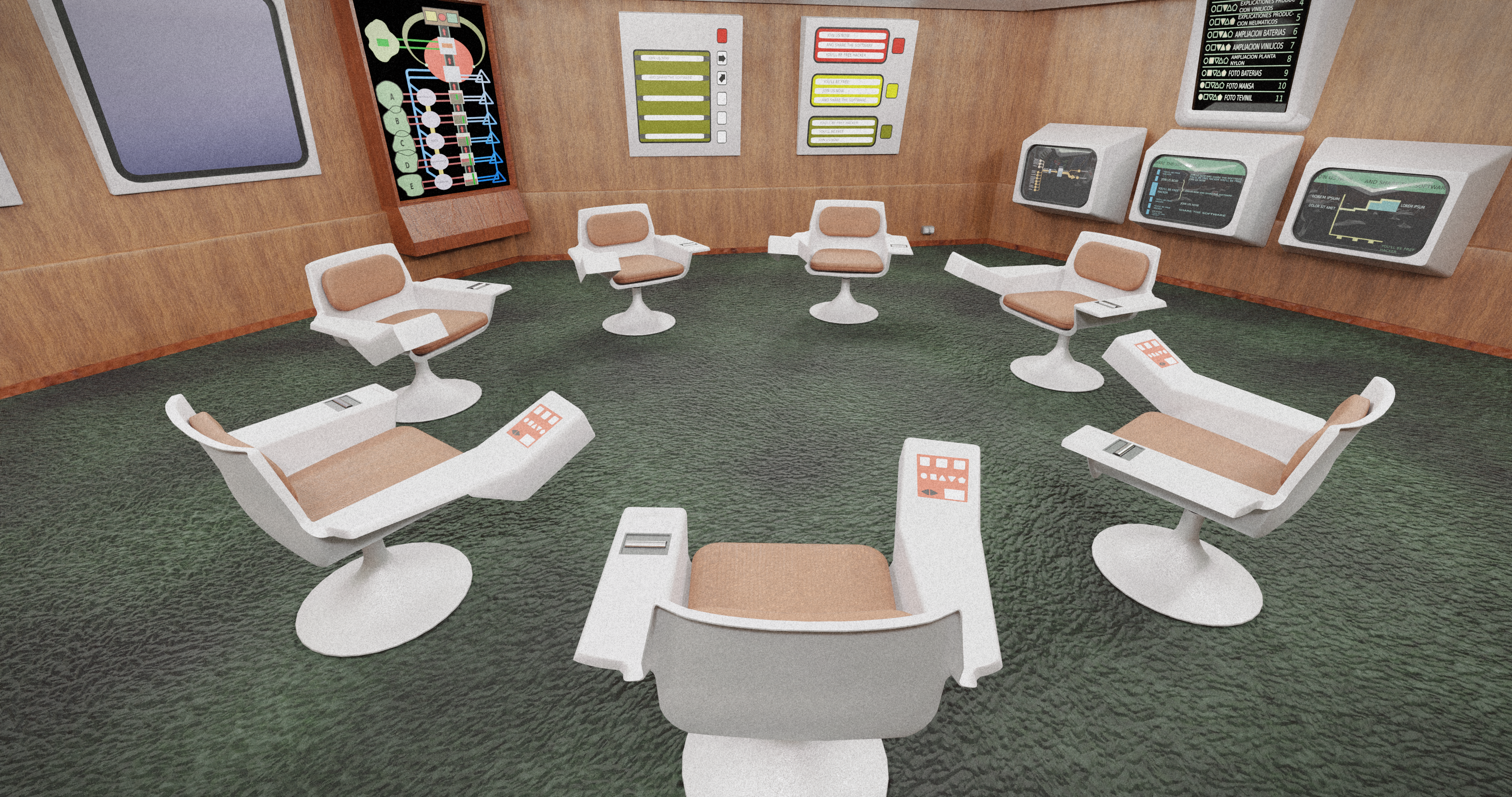
Immagine generata al computer che rappresenta la sala operativa (andata distrutta nel 1973)

Il progetto Cybersyn o Synco è stato un progetto cileno attivo dal 1971 al 1973 durante la presidenza di Salvador Allende e volto a costruire un sistema di supporto decisionale distribuito per aiutare nella gestione dell'economia nazionale. Il progetto consisteva in quattro moduli: un simulatore economico, un software personalizzato per controllare le prestazioni di una fabbrica, una sala operativa e una rete nazionale di macchine telex collegate a un mainframe.
L'architetto principale del sistema fu il ricercatore operativo britannico Anthony Stafford Beer e il progetto incarnava le sue nozioni di cibernetica organizzativa nella gestione industriale. Uno dei suoi obiettivi principali era trasferire il potere decisionale nelle imprese industriali alla loro forza lavoro al fine di sviluppare l'autoregolamentazione delle fabbriche.

## Storia

### Beer e Flores
Anthony Stafford Beer era un consulente britannico in cibernetica gestionale e simpatizzante degli ideali del socialismo democratico cileno, favorevole quindi al mantenimento della democrazia e il sostegno all'autonomia dei lavoratori. All'inizio degli anni sessanta, Beer lasciò il ruolo di direttore della ricerca cibernetica e operativa per la United Steel e fondò nel 1961 la francese Science in General Management (SIGMA), un'azienda di consultazioni che applicava le tecniche della ricerca operativa per risolvere problemi d'affari. Nel 1962, la SIGMA iniziò a lavorare in Cile per il settore siderurgico inviando un gruppo di specialisti britannici (Beer escluso) e spagnoli, e coinvolse nelle sue attività anche giovani studenti universitari locali, tra cui lo studente di ingegneria industriale Fernando Flores. Simpatizzante del Movimento di Azione Popolare Unitaria e laureatosi nel 1968, Flores ebbe l'occasione di migliorare le proprie conoscenze sulla cibernetica e sulla ricerca operativa nonché di studiare i libri di Stafford Beer, in particolare Brain of the firm.
Una volta insediatosi, il governo Allende attuò una vasta campagna di nazionalizzazioni dei settori produttivi più importanti dell'economia cilena. Allende non voleva applicare il modello centralizzato top-down della pianificazione dell'economia nazionale sovietica ma uno completamente diverso: ambiva ad un sistema bottom-up decentralizzato e più partecipativo. Nacque quindi la necessita di controllare e processare in tempo reale le informazioni economiche fornite dalle aziende statali per gestirle nel modo più efficiente possibile. Dopo la vittoria di Salvador Allende alle elezioni presidenziali in Cile del 1970, Flores era diventato direttore tecnico-generale della Corporación de Fomento de la Producción (CORFO) con l'incarico di gestire e coordinare le aziende nazionalizzate e lo Stato, e decise di cogliere l'occasione per applicare sul campo le idee di Stafford Beer.
Il 13 luglio 1971 Beer ricevette una lettera scritta da Flores con Raúl Espejo, dove veniva garantita al ricercatore britannico la possibilità di implementare i suoi studi su vasta scala e si chiedeva un consiglio su come applicare le sue teorie nella gestione dei settori nazionalizzati dal governo cileno. Beer rispose alla lettera con entusiasmo e ad agosto incontrò Flores a Londra per discutere del progetto. A novembre Beer giunse a Santiago e lavorò assieme ad un gruppo inter-disciplinare di studiosi cileni organizzato da Flores.

### Approvazione e implementazione
Il 12 novembre 1971 Beer incontrò Salvador Allende al Palacio de La Moneda per presentare e discutere il suo nuovo sistema informatico. Beer fece notare le possibili difficoltà nell'ottenere un controllo economico in tempo reale, ma con un'esatta comprensione dei principi della cibernetica poteva essere realizzato anche con risorse tecnologiche limitate. Il progetto non era solo ambizioso dal punto di vista tecnologico per il suo intento di regolare l'economia, ma avrebbe potuto aiutare Allende a concretizzare la sua idea di rivoluzione socialista e doveva quindi raggiungere il suo scopo con metodi compatibili alle politiche di Allende. Il presidente Allende ritenne che il progetto avesse un carattere decentralizzante, partecipativo e anti-burocratico, e approvò il progetto di Beer dicendo "Finalmente, el pueblo".
I progettisti iniziarono a lavorare sui pochi mainframe IBM 360/50 che il governo precedente di Eduardo Frei Montalva aveva importato, ma quando i ritardi di elaborazione superarono le quarantotto ore decisero di spostare il progetto sui Burroughs 3500 meno utilizzati. Il gruppo sfruttò la rete telex preesistente e distribuì 500 terminali nelle principali fabbriche del Paese.
Dopo aver constato la disponibilità hardware, il gruppo iniziò a realizzare uno schema flessibile per l'intero sistema con una scadenza fissata per ottobre 1972. Quando Beer giunse in Cile la seconda volta nel marzo 1972, l'inizio delle carenze e l'aumento dei tassi di inflazione resero il controllo economico un problema politico, ma Flores riuscì comunque a ottenere le risorse necessarie per far continuare il progetto chiamato per la prima volta Cybersin. Il nome era una combinazione delle parole Cybernetic Synergy ("Sinergia cibernetica"), e in spagnolo "Synco", ovvero Sistema de Información y Control, ("sistema di informazione e controllo"). Synco era anche un gioco di parole sul cinco spagnolo, il numero cinque, alludendo ai cinque livelli del modello di sistema praticabile di Beer.
Il sistema si rivelò particolarmente utile nell'ottobre 1972, quando circa 40 000 camionisti in sciopero bloccarono le strade di accesso che convergevano verso Santiago. Lo sciopero era sostenuto dal neofascista Fronte Nazionalista Patria e Libertà, finanziato in parte dalla CIA attraverso donatori privati, e mirava a destabilizzare il governo di Allende. Flores creò un centro per le operazioni d'emergenza, dove il gruppo Cybersyn e gli ufficiali del governo poterono controllare i duemila messaggi telex inviati ogni giorno riguardo alle attività in tutto il Paese. Secondo Gustavo Silva, segretario esecutivo per l'energia nel CORFO, i messaggi telex permisero al governo di reagire tempestivamente e di organizzare il trasporto di risorse nella città con solo circa 200 camion guidati dai crumiri, riducendo i potenziali danni causati dagli scioperanti.
Dopo lo sciopero, il CORFO fondò un direttorato dell'informatica per aumentare il numero di industrie collegate a Cybersyn e di usare i dati nelle operazioni statali.

### Ultimi anni
Per il suo lavoro efficace nel gestire la rivolta, Flores venne nominato ministro dell'economia. Tuttavia, le sfide per non far collassare l'economia cilena fecero perdere a Flores la fiducia nel ruolo della tecnologia, e l'amicizia con Beer venne interrotta. Inoltre, Beer reinterpretò il progetto in chiave politica e propose un nuovo sistema, Cyberfolk, che avrebbe permesso ai cittadini e famiglie selezionate di inviare feedback algedonici in tempo reale durante discorsi o dibattiti politici trasmessi in televisione. A dicembre del 1972, Beer riformulò completamente lo scopo e la portata del Cybersyn, con una gestione che sarebbe partita dal popolo e avrebbe avuto come vertice il ministero dell'economia, ma dovette scontrarsi con Espejo, che dava maggiore importanza ai problemi tecnologici rispetto a quelli politici e ideologici. Nel 1973, Beer fu contattato anche dai governi autoritari di Brasile e Sudafrica per applicare un sistema simile al Cybersyn, ma rifiutò di collaborare con loro.
Intanto, il programma di implementazione del Cybersyn continuò a ritmo intensivo e con il sostegno di Allende, raggiungendo lo stato di prototipo avanzato all'inizio del 1973. A maggio dello stesso anno, il 26,7% delle industrie nazionalizzate erano state collegate al sistema.
Iniziarono però a sorgere le prime problematiche: il gruppo cileno non riusciva a comprendere interamente i principi di Beer e non riusciva a far capire la logica del Cybersyn ai membri del settore industriale. Molti ingegneri ritenevano di svolgere un lavoro tecnico e non politico, e consideravano il Cybersyn come un nuovo strumento per la gestione economica. Sebbene agli ingegneri del progetto fu esplicitamente richiesto di lavorare con i lavoratori dei comitati nello sviluppo di modelli quantificabili che determinavano le capacità di produzione, spesso accadeva il contrario e l'ingegnere trattava il lavoratore con condiscendenza oppure parlava direttamente con la direzione. Inoltre, nelle fabbriche si enfatizzavano i meriti tecnologici del progetto a discapito di quelli politici nel timore di scatenare potenziali conflitti tra gli operai. Per aumentare il coinvolgimento dei lavoratori, erano previsti anche dei corsi di formazione sull'utilizzo dei nuovi strumenti informatici, ma non furono mai avviati. L'idea di riforma politica e sociale concepita da Beer non fu più realizzata.
Dopo il colpo di Stato in Cile sostenuto dalla CIA statunitense, Cybersyn fu abbandonato e la sala operativa venne distrutta.

## Descrizione
Il progetto Cybersyn era basato su un approccio teorico del modello di sistema vitale alla progettazione organizzativa e presentava una tecnologia innovativa per il suo tempo. Il progetto è descritto in dettaglio nella seconda edizione dei libri Brain of the Firm e Platform for Change di Stafford Beer. Quest'ultimo libro includeva proposte per innovazioni sociali come la presenza di rappresentanti di diversi gruppi di "stakeholder" nel centro di controllo.

### Cybernet
Cybernet era la prima componente operativa del Cybersyn, l'unica regolarmente utilizzata dal governo Allende, e la prima rete di collegamento attiva tra aziende e governo al mondo. Era una rete telex estesa a tutte le aziende dei settori nazionalizzati lungo l'intero territorio cileno. L'implementazione fu coordinata da Roberto Cañete, un ingegnere ed ex ufficiale della Marina cilena con esperienza nelle reti informatiche e interprete per Stafford Beer.
La tecnologia telex prevedeva l'utilizzo di terminali appositi e poteva trasmettere solo caratteri codificati in ASCII.
Secondo le idee iniziali di Beer, Cybernet avrebbe permesso il controllo in tempo reale dell'economia, ma a causa delle tecnologie ancora poco sviluppate ogni azienda poteva trasmettere i dati solo una volta al giorno. Per ottenere il supporto degli impresari, i progettisti del Cybersyn promisero l'installazione gratuita dei terminali telex nelle loro imprese.

### Cyberstride
La seconda componente di Cybersyn era Cyberstride, un pacchetto di software realizzato dai programmatori della Empresa de Computación e Informática de Chile (ECOM) sotto la guida del direttore dell'area di ricerca e sviluppo Isaquino Benadof, con il consulto di un team di 12 programmatori britannici. Funzionava su mainframe IBM 360 e doveva elaborare con filtraggio e controllo bayesiani i dati provenienti dalle aziende e di trasformarli in variabili predefinite da inviare al centro di controllo.
Cyberstride comprendeva programmi per raccogliere, elaborare e distribuire dati da e verso ciascuna impresa statale. I programmatori crearono diagrammi di flusso quantitativi delle attività all'interno di ogni azienda per evidenziare tutte le attività importanti, e inclusero il parametro del 'disagio sociale', calcolato in base alla percentuale di dipendenti assenti in un dato giorno di lavoro rispetto al numero dei dipendenti sul libro paga dell'azienda.
Il primo tabulato fu emesso dal programma il 21 marzo 1972.

### CHECO
Il CHECO (CHilean ECOnomy simulator) era un progetto atto alla creazione di un modello dell'economia cilena e di simulazioni delle future performance economiche tramite il programma DINAMO, realizzato dal professore del Massachusetts Institute of Technology Jay Forrester per il Club di Roma. DINAMO fu adattato per il progetto Cybersyn dal britannico Ron Atherton e la sua applicazione fu diretta dall'ingegnere chimico Mario Grandi.
Nella sala di controllo, il CHECO appariva nella schermata “FUTURE” e offriva le direttive per prendere decisioni a medio e lungo termine.

### Sala operativa
La sala operativa (Operations Room, OpsRoom) fu progettata dal Grupo de Diseño Industrial di Gui Bonsiepe secondo i principi della Gestalt al fine di fornire agli utenti una piattaforma che consentisse loro di assorbire le informazioni in modo semplice e completo. Era arredata con sette sedie Tulip girevoli con pulsanti per visualizzare i dati su diversi schermi di grandi dimensioni e pannelli con informazioni di stato, sebbene questi fossero di funzionalità limitata in quanto potevano mostrare solo grafici preparati in precedenza. Il design interno era simile a quello della sere televisiva americana Star Trek, anche se secondo i progettisti lo stile non era stato influenzato dalla fantascienza. Il primo prototipo di OpsRoom fu realizzato nel dicembre 1972 a Santiago utilizzando materiali importati dal Regno Unito e forniti dalla Electrosonic.
La Opsroom riceveva, archiviava e rendeva disponibili le informazioni economiche per un rapido processo decisionale. I manager delle aziende potevano vedere i dati economici rilevanti, formulare risposte fattibili alle emergenze e trasmettere consigli e direttive alle imprese e alle fabbriche in situazioni di allarme utilizzando la rete telex.

## Funzionamento
Il sistema prevedeva quattro livelli di controllo: azienda, filiale ECOM, dipartimento settoriale del CORFO e governo centrale. Se un livello di controllo non risolveva un problema in un certo intervallo, veniva notificato il livello superiore. I risultati venivano poi discussi nella sala operativa e veniva elaborato un piano al livello alto.
Tramite Cybernet, le imprese statali coinvolte nel progetto avrebbero trasmesso le informazioni una volta al giorno ai comitati di settore che li raccoglievano e li inviavano ai centri di elaborazione dati della sede ECOM locale. I dati forniti sarebbero stati inseriti in Cyberstride per controllare indicatori come l'approvvigionamento di materie prime, l'output di produzione i tassi di assenteismo. Cyberstride attuava una filtrazione statistica sull'output dei numeri puri dai modelli delle aziende, scartando i dati ritenuti accettabili secondo i parametri del sistema e inviando le informazioni ritenute importanti verso il livello superiore di Cybersyn. Inoltre, il programma usava altri metodi statistici per prevedere gli andamenti della produzione in base a serie storiche, permettendo al CORFO di prevenire possibili problemi.
Successivamente, i dati elaborati sarebbero stati inviati al centro di controllo a Santiago del Cile quasi in tempo reale. Le informazioni fornite sarebbero state inserite anche in CHECO per consentire al governo di per prevedere il possibile risultato delle decisioni economiche. Alla fine, il presidente della Repubblica riceveva un rapporto dettagliato con dati economici provenienti da tutto il Paese quasi ogni giorno.
Se una particolare variabile ricadeva fuori dall'intervallo specificato da Cyberstryde, il sistema emetteva un avviso noto come "segnale algedonico" diretto soltanto all'azienda interessata e il controllore locale aveva la libertà di affrontare il problema come voleva entro un determinato periodo di tempo. Se l'impresa o il comitato di settore non riuscivano a risolvere il problema e a correggere l'anomalia, l'ECOM avvertiva la direzione generale del CORFO. In caso di particolari difficoltà o problemi urgenti, la direzione generale avrebbe riunito gli ufficiali di alto rango della CORFO nella OpsRoom per discutere su una possibile soluzione e testare le opzioni con l'ausilio di CHECO. Se il problema non era ancora stato risolto, l'alta direzione del CORFO si sarebbe confrontata con il governo per valutare l'intervento nella produzione.

## Critiche
Gli osservatori esterni cileni e internazionali, nonché i membri stesso del progetto, vedevano il Cybersyn come un semplice insieme di componenti elettroniche e non riuscivano a considerarlo sinergico. Nel gennaio 1973, il settimanale di centro Ercilla pubblicò l'articolo El ‘‘hermano mayor’’ de Mr. Beer’, paragonando Stafford Beer al Grande Fratello del romanzo 1984. Un mese dopo, il settimanale di destra Qué Pasa affermò che l'Unità Popolare, l'alleanza partitica a sostegno del governo, avrebbe controllato il popolo tramite i computer.
Nel Regno Unito, le riviste scientifiche New Scientist e Science for People ritennero il Cybersyn troppo centralizzato e invadente per la popolazione cilena.
Negli Stati Uniti, l'esperto informatico del National Bureau of Standards Herb Grosch riteneva impossibile la creazione in pochi mesi di un nuovo modello utilizzando software e hardware "primitivi", e in una lettera all'editore di New Scientist definì il concetto alla base del progetto come una bestialità e in particolare per il Cile, per il quale era un "brutto sogno".

## Riscoperta
L'informatico Paul Cockshott e l'economista Allin Cottrell hanno fatto riferimento al progetto Cybersyn nel loro libro del 1993 Towards a New Socialism, citandolo come ispirazione per il loro modello proposto di economia socialista pianificata gestita dai computer.
Gli autori Leigh Phillips e Michal Rozworski hanno anche dedicato un capitolo al progetto nel loro libro del 2019, The People's Republic of Walmart. Gli autori hanno presentato un caso per difendere la fattibilità di un'economia pianificata aiutata dalla potenza di elaborazione contemporanea utilizzata da grandi organizzazioni come Amazon, Walmart e il Dipartimento della difesa degli Stati Uniti d'America. Gli autori, tuttavia, si chiedono quanto si possa costruire in particolare sul Progetto Cybersyn e "se un sistema utilizzato in condizioni di emergenza, quasi da guerra civile, in un singolo paese - che copre un numero limitato di imprese e migliora, è vero, solo parzialmente una situazione disastrosa - possa essere applicato in tempi di pace e su scala globale" soprattutto perché il progetto non è mai stato completato a causa del golpe del 1973, seguito dalle riforme economiche liberiste dei Chicago boys.
L'autore cileno di fantascienza Jorge Baradit pubblicò nel 2008 il romanzo di fantascienza Synco, un ucronia ambientata nel 1979, dove "Ferma il colpo di stato militare, il governo socialista consolida e crea il primo stato cibernetico, un esempio universale, la vera terza via, un miracolo".
Nell'ottobre 2016, 99% Invisible ha prodotto un podcast sul progetto.
Il podcast di Radio Ambulante ha raccontato la storia di Allende e del progetto Cybersyn nell'episodio del 2019 The Room That Was A Brain.
The Guardian ha definito il progetto come "una sorta di Internet socialista, decenni avanti rispetto ai tempi".